# Демоны (фильм, 2000)
«Демоны» (иное название «Невероятная правда о демонах»; англ. The Irrefutable Truth About Demons) — новозеландский фильм ужасов 2000 года режиссёра Гленна Стэндринга. Премьера фильма состоялась 13 июля 2000 года.

## Сюжет
Молодой доктор Гарри Боллард и его напарник Джонни занимаются разоблачением деятельности различного рода сект и культов. Однажды к Гарри приходит посылка, испачканная кровью. В ней находится видеокассета, которая длится около 2 минут и где можно наблюдать группу дьяволопоклонников во главе с их главой, который обещает наслать на Гарри, ввиду его деятельности, гнев повелителя демонов. Кассета датирована 21 июня прошлого года и, возможно, должна быть приурочена к какой-то важной дате. Гарри не верит в это проклятие и даже совсем не удивляется, когда встречает в лифте странную девушку, спрашивающую его о том, получил ли он кассету или нет, а также что она освятила её своей кровью. Девушка утверждает, что хочет защитить Гарри, но Гарри считает ее появление очередным розыгрышем от Джонни, с которым у них взаимные попытки напугать. 
Возле машины на Гарри нападает группа гротескно одетых дьяволопоклонников, которые запихивают его в фургон, накачивают наркотиками и везут в какое-то помещение, где приковывают его цепью к полу. При этом один из них упоминает, что именно из-за демона когда-то погиб брат Гарри, Ричард, который покончил с собой за полгода до событий фильма. Вскоре Гарри удается сбежать и он, раненый и с цепью на шее, сначала сталкивается с проституткой-трансвеститом, а потом доходит до ресторана, где у него назначена встреча с невестой по имени Селия. Не в силах больше стоять на ногах, Гарри падает в обморок. Он общается с полицией, но те считают увиденное им лишь плодом галлюцинаций из-за употребления марихуаны. 
Дома Гарри вспоминает, что знак на груди одного из похитителей он когда-то видел в блокноте Ричарда. Селия пытается уговорить Гарри остановить расследование, так как считает, что Гарри зациклен на смерти брата. В ванной Гарри чудится, что группа тех самых дьяволопоклонников сначала демонстрируют ему труп его невесты, затем начинают его топить. У Гарри получается освободиться: ориентируясь со свечой в доме без электричества, он находит Селию, распятую на стене, и надпись "Я убил демона", с подписью самого Гарри. К дому мгновенно приезжает полиция, но Гарри сбегает в дешевый мотель и обращается за помощью к Джонни. Джонни соглашается перепрятать Гарри у себя, но пока он собирается перегнать машину поближе, на него нападает существо, а сам Гарри сталкивается с лидером секты, который демонстрирует ему то самое существо, низшего демона. Гарри удается сбежать с помощью девушки из начала фильма, которую зовут Бенни. Она увозит Гарри на автобусе к себе домой. Бенни объясняет, что его преследует Вэлиант, темный священник ложи, в которой состояли Бенни и Ричард, и который хочет обменять душу Гарри на запретные знания у повелителя демонов именно сегодня, в самую длинную ночь года, и если душу не вернуть до рассвета, то он погибнет. Гарри не верит ей, но постепенно пятно в форме перевернутого креста на его теле становится все четче.
Ночью на них нападают, несмотря на все защитные ритуалы Бенни, но им удается убежать. Единственная возможность все остановить - это найти Вэлианта первым. Для этого Гарри ищет того проститутку-трансвестита, с которым столкнулся при своем побеге и находит с его помощью тот самый склад. Гарри и Бенни преследуют дьяволопоклонников на машине до заброшенной оранжереи, где он видит Вэлианта, целующего внезапно живую Селию. Гарри снова считает все это большим розыгрышем, а Бенни - сумасшедшей. Расстроенный, он возвращается домой, где объясняется с Селией. Селия утверждает, что Гарри плотно сидит на наркотиках после смерти Ричарда, и почти что убеждает его, что демоны плод его воображения, но Селия упоминает Бенни, о которой сам Гарри ничего не говорил. Внезапно на Гарри нападают те же дьяволопоклонники во главе с Вэлиантом. Они подвергают его ритуалу и извлекают его сердце как вместилище души. Бенни удается спасти его, нанеся на его тело символы. Очнувшись, Гарри вступает с ней в сексуальную связь. Бенни называет его именем Ричарда, и он проваливается в один из своих кошмаров, где снова видит Ричарда. Бенни хочет отдать Гарри свою душу, но он останавливает ее: во сне брат показал ему, где сейчас Вэлиант. Вэлианту удается обезоружить и Бенни, и Гарри, используя его сердце. Он облачается в мантию и продолжает ритуал, но понимает, что сердце Гарри вернулось обратно из-за их близости друг к другу. Появившиеся демоны, вызванные ритуалом и не получившие себе душу, нападают на Вэлианта и раздирают его на части. 
Сцена переносится в палату психиатрической клиники, где те же полицейские, что допрашивали Гарри и в первый раз, продолжают его допрос. С их слов Бенни была дочерью Вэлианта, считающей рак отца проявлением тех самых "демонов" и желающей его убить, при чем Гарри не первый исполнитель. Допрос прерывает адвокат: на самом деле это Селия. Она уверена, что повелитель демонов передал силу Гарри и говорит, что она убила Ричарда, на что Гарри не реагирует. Гарри с Бенни находятся в одной клинике. Гарри находит мертвого шершня и каким-то образом оживляет его (вероятно, получив силу повелителя демонов). Удивленная этим Бенни что-то шепчет ему на ухо. Селия покидает клинику и садится в машину, на нее нападает призрак Ричарда, вонзающий в нее нож.

## В ролях
- Карл Урбан — Гарри Боллард
- Кэти Вульф[англ.] — Бенни
- Джонатан Хэндри — Вэлиант
- Сэлли Стокуэлл — Селия
- Тони МакИвер — Джонни
- Келсон Хендерсон — Вэнк
- Роберт Трайп — Мелисса